# Prom Night (2008)
Prom Night (br: A Morte Convida para Dançar / pt: Prom Night) é um filme de terror e filme slasher de 2008 da Screen Gems e distribuído por Sony Pictures, dirigido por Nelson McCormick, e estrelando Brittany Snow, Scott Porter, Jessica Stroup, Dana Davis, Collins Pennie, Kelly Blatz, James Ransone, Brianne Davis, Johnathon Schaech, e Idris Elba. Foi lançado em 11 de abril nos Estados Unidos, seguido pelo lançamento mundial em maio. Trata-se de um remake do filme homônimo de 1980.

## Sinopse
O baile de formatura de Donna deveria ser a melhor noite de sua vida com seus melhores amigos, quando devia estar segura dos horrores de seu passado. Mas quando a noite mágica se torna uma noite trágica, somente um homem pode ser responsável, o homem que ela acreditava ter sumido para sempre. Agora, Donna e seus amigos terão de achar uma maneira de escapar dos planos sádicos de um assassino obcecado, e sobreviver a noite do baile de formatura.

## Elenco
- Brittany Snow como Donna Keppel
- Scott Porter como Bobby Berberich
- Jessica Stroup como Claire Haynes
- Dana Davis como Lisa Hines
- Collins Pennie como Ronnie Heflin
- Kelly Blatz como Michael Allen
- James Ransone como Detetive Nash
- Brianne Davis como Crissy Lynn
- Kellan Lutz como Rick Leland
- Mary Mara como Sra. Waters
- Ming Wen como Dra. Elisha Crowe
- Johnathon Schaech como Richard Fenton
- Idris Elba como Detetive Winn
- Jessalyn Gilsig como Karen Turner
- Linden Ashby como tio Jack Turner
- Jana Kramer como April
- Rachel Specter como Taylor
- Valeri Ross como Sra. Hines
- Lori Heuring como Sra. Keppel
- Nicholas James
- Joshua Leonard como Bellhop

## Produção
O filme foi originalmente anunciado em 2004, com roteiro escrito por Stephen Susco. O script final foi escrito por J. S. Cardone. O orçamento do filme foi de US$20 milhões. Foi produzido pela Original Film e Newmarket Films em associação com a Alliance Films, que detém os direitos da franquia original, juntamente com os direitos das sequências.
A maior parte do filme foi filmado em Los Angeles, com tomadas aéreas ocorrendo em Newport, Oregon.

## Lançamento

### Bilheteria
Prom Night foi lançado pela Sony Pictures e Screen Gems. O filme arrecadou US$20,804,941 em 2,700 cinemas nos Estados Unidos e Canadá, ocupando o primeiro lugar nas bilheterias em seu fim de semana de estreia e com média de US$7,705 por cinema. Ele arrecadou US$43,869,350 nos Estados Unidos e US$12,728,210 em outros territórios para um total mundial de US$56,597,560.